# 모노폴리 (영화)
"모노폴리"(Monopoly)는 2006년 개봉된 대한민국의 영화인데 윤지민 (앨리 역)은 해당 작품에 앞서 이현세의 동명 만화를 원작으로 한  영화 <블루엔젤>로 스크린 데뷔를 할 예정이었으나 이런저런 사정으로 무산됐다.

## 캐스팅

### 주요 인물
- 양동근 : 나경호 역 (6세 : 안강천, 아기 : 양소민)
- 김성수 : 존 역
- 윤지민 : 앨리 역

### NSI 요원
- 정성모 : 차장 역
- 임종윤 : 과장 역
- 강영구 : 연행요원 역
- 송재희 : 연행요원 역
- 정훈 : 연행요원 역
- 박종현 : 팀원 역
- 이승규 : 팀원 역
- 지철웅 : 팀원 역
- 권오훈 : 팀원 역
- 전수환 : 요원 역
- 김정훈 : 요원 역
- 강지훈 : 요원 역
- 김형범 : 요원 역
- 나윤성 : 요원 역
- 연제영 : 요원 역
- 김혜민 : 심문요원 역
- 이호욱 : 심문요원 역
- 이재영 : 심문요원 역
- 김태욱 : 수사요원 역
- 이기욱 : 직원 역

### 멤버쉽클럽 사람들
- 김경현 : 바텐더 역
- 이연옥 : 매니저 역
- 노진영 : 입구남 역

### 시비남 사람들
- 조태현 : 보스 역
- 박상훈 : 시비남 역
- 배성준 : 시비남 역

### 경호회사 사람들
- 홍성혁 : 직원 역
- 이주석 : 실장 역
- 박채익 : 직원 역
- 곽재원 : 직원 역
- 김재욱 : 직원 역
- 양석원 : 보안요원 역

### 1%그룹 사람들
- 서진욱
- 신광철
- 신용일

### 김회장 일가
- 남명렬 : 김회장 역
- 최용승 : 보디가드 역

### 양회장 일가
- 강현중 : 비서 역
- 주영길 : 보디가드 역
- 오진호 : 변호사 역

### 포장마차 사람들
- 안장훈 : 남편 역
- 조주경 : 아내 역

### 그 외 인물
- 김치국 : 한규 역
- 김동신 : 재신 역
- 양성훈 : 재수남 역
- 지현준 : 섹시남 역
- 한필수 : 큰형님 역
- 정주환 : 김영수 역
- 이인성 : 부처보이 역
- 메이스 다니엘 : SEAN 역
- 장광순 : 젊은 과학수사원 역
- 이정성 : 최면술사 역
- 조영호 : 프라모델샵 주인 역
- 김도신 : 호텔 관리과장 역
- 박찬국 : 시체안치소 형사 역
- 손상경 : 소년 보디가드 역
- 현숙희 : 수녀 역
- 함태영 : 변호사 보디가드 역
- 김민승 : 승무원 역
- 김희정 : 카지노 딜러 역
- 김지니 : 데스크 직원 역
- 한채진 : 스튜디어스 역
- J.C.Clark : 재즈바 밴드 역
- ER Band : 클럽 밴드 역
- 한대수
- 이재용

## 제작진
- 제작:김형준
- 기획:이혁, 박종근
- 기획이사:이임주
- 제작이사:최희일
- 프로듀서:이혁
- 감독:이항배
- 각본:이항배
- 각색:이항배, 박종근, 이혁
- 라인프로듀서:김성수
- 조감독:양승원
- 촬영감독:권영철(K.S.C)
- 조명감독:이흥성
- 편집:이현미(우리편집실)
- 음악:김태근
- 프로덕션 디자이너:서명혜
- 미술:강동훈, 김창한
- 세트:(주)아트서비스(조성원, 김정곤)
- 의상:채경화
- 분장/헤어:최연심
- 동시녹음:최대성(B.O.B)
- 사운드믹싱:(주)씨네믹스코리아(김영호)
- 특수효과:(주)퓨처비젼(김병기)
- C.G:서창호 (디지털 픽쳐스)
- 무술감독:윤영재
- 제작사:(주)한맥영화
- 공동제작사:(주)스카이븐필름
- 제공:(주)가드텍, (주)케이앤엔터테인먼트
- 배급:롯데쇼핑(주)롯데엔터테인먼트
- 배급자:이경헌

## OST
| #            | 제목                           | 작사         | 작곡         | 편곡         | 재생 시간 |
| ------------ | ------------------------------ | ------------ | ------------ | ------------ | --------- |
| 1.           | 〈거울〉 (양동근)              | 양동근       | Smokie J     | Smokie J     | 4:14      |
| 2.           | 〈Put your hands up〉 (양동근) | 양동근       | Smokie J     | Smokie J     | 3:45      |
| 총 재생 시간 | 총 재생 시간                   | 총 재생 시간 | 총 재생 시간 | 총 재생 시간 | 7:59      |